# Verband der Kärntner Bürger- und Schützengarden
Im Verband der Kärntner Bürger- und Schützengarden sind neun Kärntner sogenannte Garden zu einem Landesverband zusammengeschlossen. Vorrangige Aufgabe der Garden ist es, bei lokalen Brauchtumsveranstaltungen in bunten, militärhistorischen Kostümen, welche oftmals reine Fantasieuniformen ohne historischen Hintergrund sind, einen zusätzlichen Blickfang für die Zuschauer zu bieten. Darüber hinaus verfügen diese, in Vereine organisierten Gruppen, oftmals auch über eine eigene Blasmusikkapelle.

## Chronik des Landesverbandes
Am 10. Juli 1955 fand das erste Schützentreffen der Kärntner Garden in Himmelberg statt. An diesem ersten "Schützenfest" konnten die Schützengarden aus Metnitz, Millstatt, Steinfeld und Murau begrüßt werden.
Die Garden aus Metnitz, Millstatt, Steinfeld und Himmelberg waren jene Kärntner Garden die bis zur Gründung des "Kärntner Bürgergardenverbandes" im Jahre 1962 in einer losen Verbindung standen und sich gegenseitig besuchten. Im Jahre 1959 begannen die Vorarbeiten und Besprechungen für die Gründung des Kärntner Bürgergardenverbandes. Im April 1962 wurde der Zusammenschluss aller Kärntner Bürger- und Schützengarden zu einem Landesverband umgesetzt. An der Gründung waren maßgeblich die Hans Staunig aus Metnitz und Wolfgang Embacher aus Himmelberg beteiligt.
Knapp zwanzig Jahre stand der Gründungsobmann Hans Staunig dem Landesverband vor.
Der Ehrenbürger der Gemeinde Himmelberg und nunmehrigerer Ehrenobmann der Uniformierten Schützengarde Himmelberg, Rudolf Natmeßnig, übernahm als Nachfolger Staunigs im Jahre 1981 die Funktion des Landesobmannes und hielt diese bis ins Jahr 2002 inne.
Nach und nach schlossen sich weitere Garden den Kärntner Bürgergardenverband an. Im Jahre 1985 wurde der Kärntner Bürgergardenverband in den "Verband der Kärntner Bürger- und Schützengarden" umbenannt.
Heinz Ellersdorfer führte den Landesverband mit über 600 Mitgliedern von 2002 bis Anfang 2012. Am 14. Jänner 2012 übergab Ellersdorfer den "Chefposten" an den 52-jährigen Manfred Berger aus Himmelberg.

## Mitgliedsvereine
(alphabetisch)
- Uniformierte Schützengarde Himmelberg[1]
- Privilegiertes Schützenkorps Metnitz[2]
- Privilegierte Uniformierte Millstatt[3]
- Bürgergarde Spittal an der Drau[4]
- Uniformiertes Schützenkorps Steinfeld[5]
- Bürgerkorps Straßburg[6]
- Bürgerliche Trabantengarde St. Veit an der Glan[7]
- Uniformierte Schützengarde Tiffen[8]
- Villacher Bürgergarde[9]

## Landesvorstand
- Landesobmann: Manfred Berger (Uniformierte Schützengarde Himmelberg)
- Landesobmann-Stellvertreter: Marco Liendl (Uniformierte Schützengarde Tiffen)
- Landeskassier: Karl Gruber (Uniformierte Schützengarde Himmelberg)
- Landesmajor: Günther Kerschbaumer (Privilegiertes Schützenkorps Metnitz)
- Landesschriftführer: Friedrich Flath jun. (Uniformierte Schützengarde Himmelberg)

## Funktionsträger seit der Gründung
Landesobmann:
- Hans Staunig, 1962 bis 1980, Privilegiertes Schützenkorps Metnitz
- Rudolf Natmeßnig, 1980 bis 2002, Uniformierte Schützengarde Himmelberg
- Heinz Ellersdorfer, 2002 bis 2012, Bürgerliche Trabantengarde St.Veit
- Manfred Berger, ab 2012, Uniformierte Schützengarde Himmelberg

Landesobmann-Stellvertreter:
- kein Obmann-Stellvertreter, bis 1972
- Wolfgang Embacher, 1972 bis 1980, Uniformierte Schützengarde Himmelberg
- Hans Staunig, 1980 bis 1996, Privilegiertes Schützenkorps Metnitz
- Franz Steiner, 1996 bis 2012, Privilegiertes Schützenkorps Metnitz
- Marco Liendl, ab 2012, Uniformierte Schützengarde Tiffen

Landesmajor:
- Franz Bacher, 1962 bis 1963, Privilegierte Uniformierte Bürgergarde Millstatt
- Josef Hutter, 1963 bis 1980, Privilegiertes Schützenkorps Metnitz
- Hans Wintschnig, 1980 bis 1993, Privilegiertes Schützenkorps Metnitz
- Franz Lechner, 1993 bis 2003, Uniformierte Schützengarde Himmelberg
- Günther Kerschbaumer, ab 2003, Privilegiertes Schützenkorps Metnitz

Landeskassier:
- Obmann war auch Kassier, bis 1975, Privilegiertes Schützenkorps Metnitz
- Schrittesser u. Stückelberger, 1975 bis 1980, Privilegiertes Schützenkorps Metnitz
- Hans Slivsek, 1980 bis 2012, Uniformierte Schützengarde Himmelberg
- Karl Gruber, ab 2012, Uniformierte Schützengarde Himmelberg

Landesschriftführer:
- Josef Fritz, 1962 bis 1975, Privilegiertes Schützenkorps Metnitz
- Wolfgang Kreuzer, 1975 bis 1980, Privilegiertes Schützenkorps Metnitz
- Andreas Pfandl, 1980 bis 1986, Uniformierte Schützengarde Himmelberg
- Ernst Pretis, 1986 bis 2012, Uniformierte Schützengarde Himmelberg
- Friedrich Flath jun., ab 2012, Uniformierte Schützengarde Himmelberg